# زرغر (بزكش)
زرغر (بالفارسية: زرگر) هي قرية تقع في إيران في قسم بزكش الریفي. يقدر عدد سكانها بـ 68 نسمة بحسب إحصاء 2016.